# Achalcus costaricensis
Achalcus costaricensis är en tvåvingeart som beskrevs av Marc Pollet 2005. Achalcus costaricensis ingår i släktet Achalcus och familjen styltflugor.
Artens utbredningsområde är Costa Rica. Inga underarter finns listade i Catalogue of Life.